# اولدهام
historic_countyاولدهامlongitudeاولدهامlatitudeاولدهام
اولدهام (به انگلیسی: Oldham) یکی از شهرهای بزرگ منطقهٔ منچستر بزرگ در شمال انگلستان است. این شهر در ناحیه‌ای مرتفع و بین دو رودخانه قرار گرفته‌است.
اولدهام در ۸٫۵ کیلومتری جنوب شرق راچدیل و ۱۱٫۱ کیلومتری شمال شرق منچستر واقع شده‌است.